# René David (arbitre et dirigeant de basket-ball)
Pour les articles homonymes, voir René David.
René David, né le 17 avril 1927 et décédé le 20 novembre 2008, est un dirigeant du basket-ball français.
Salarié de la SEITA, René David a consacré une grande partie de sa vie au basket-ball.
Après avoir été arbitre de haut niveau et membre de la Commission des arbitres de la fédération française de basket-ball (FFBB), René David a été président de la Loire-Atlantique de basket-ball puis président de la fédération française de 1985 à 1992. Il a été remplacé à ce poste par Yvan Mainini, également ancien arbitre.
Les prémices de la ligue nationale de basket (LNB) ainsi que le comité des clubs de haut niveau (CCHN) ont été créés durant sa présidence.